# Francesco Bartolozzi

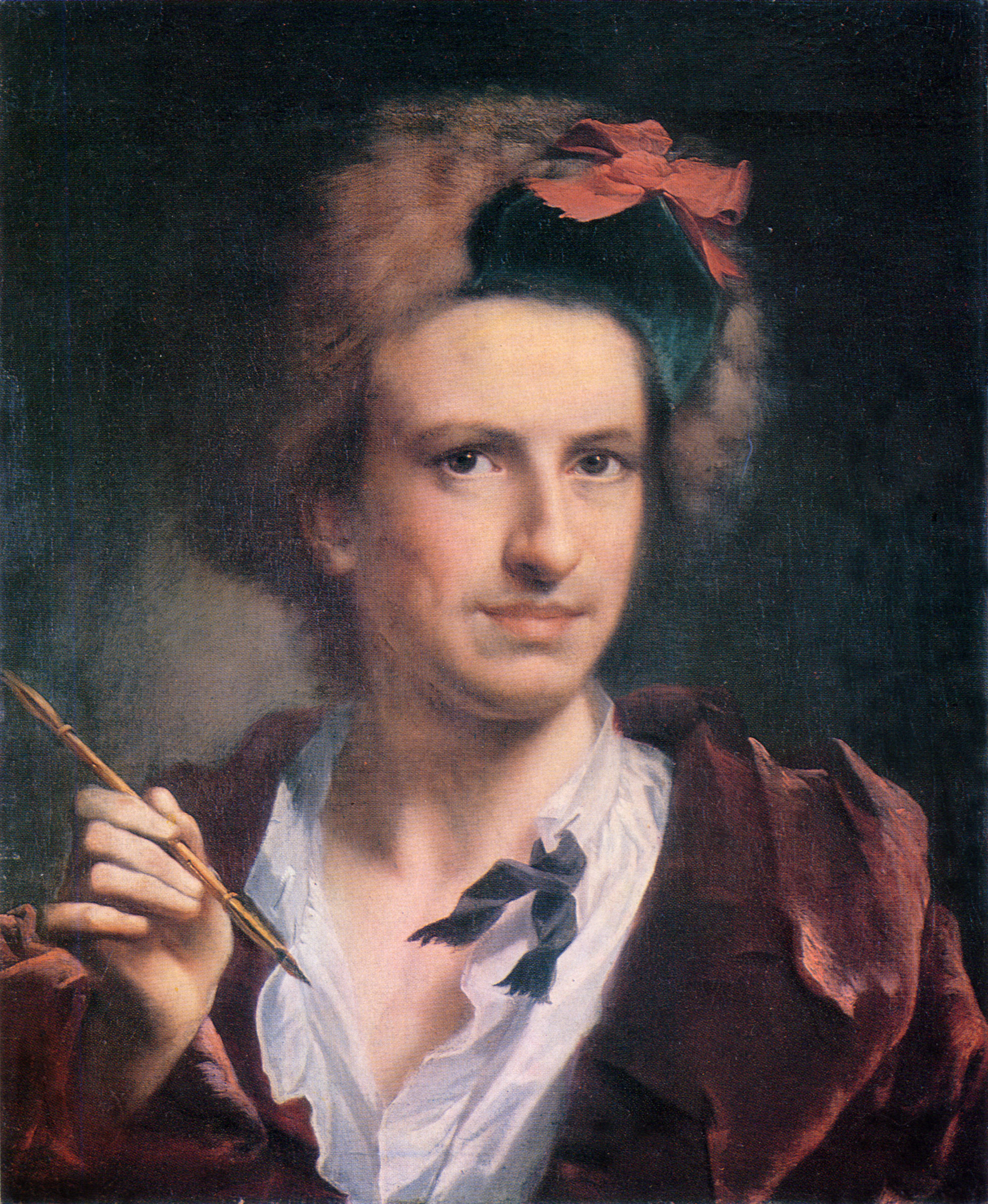
Portret van Bartolozzi door Anton Raphael Mengs, Lviv National Art Gallery

Francesco Bartolozzi (Florence, 21 september 1727 – Lissabon, 7 maart 1815) was een Italiaans schilder en graveur die voornamelijk in Engeland werkzaam is geweest.

## Biografie
Bartolozzi was de zoon van een goud- en zilversmid, die hem ook in dat vak opleidde. Hij toonde echter al op jonge leeftijd aanleg voor de beeldende kunsten. Hij bezocht de Accademia in Florence, waar Giovanni Domenico Ferretti en Ignazio Hugford hem de teken- en schilderkunst bijbrachten. Hier sloot hij een vriendschap met de schilder en graveur Giovanni Battista Cipriani, die zijn leven lang zou duren en van wiens werk hij talloze gravures maakte. Hoewel Bartolozzi een bekwaam miniatuurschilder was, die ook werkte in pastel en aquarel, legde hij zich al spoedig toe op de graveerkunst.
Van 1745 tot 1751 studeerde hij bij de Venetiaanse graveur Joseph Wagner. Hij trouwde er, vertrok voor enige tijd naar Rome, waarna hij terugkeerde naar Venetië. Zijn roem groeide snel en in 1764 vertrok hij op uitnodiging van de bibliothecaris van koning George III naar Engeland, waar hij al spoedig tot officieel graveur aan het hof werd benoemd en mede-oprichter en lid werd van de Royal Academy of Arts. Bartolozzi was zeer productief en leverde duizenden werken af. Hij maakte vaak gebruik van de in Frankrijk ontwikkelde stippeltechniek en wist deze op eigen wijze te vervolmaken en de reproductie van de werken te verbeteren. Hij excelleerde in de weergave van de menselijke anatomie.
In 1802 vertrok hij naar Lissabon, waar hij directeur werd van de plaatselijke academie.